# سام أدكينز
سام أدكينز (بالإنجليزية: Sam Adkins) هو لاعب كرة قدم بريطاني، ولد في 3 ديسمبر 1991 في برمنغهام في المملكة المتحدة. لعب مع نادي والسول.

## وصلات خارجية
- سام أدكينز على موقع قاعدة بيانات كرة القدم.إي يو (الإنجليزية)
- سام أدكينز على موقع Soccerbase.com (لاعب) (الإنجليزية)